# Siran (Erau)
|  | Per a altres significats, vegeu «Siran (desambiguació)». |

Sira (en francès Siran) és un municipi occità del Llenguadoc, situat al departament de l'Erau i a la regió d'Occitània.